# Sylvietta brachyura
A Sylvietta brachyura a verébalakúak (Passeriformes) rendjébe, ezen belül a Macrosphenidae családba és a Sylvietta nembe tartozó faj. 8 centiméter hosszú. Benin, Bissau-Guinea, Burkina Faso, Csád, Dél-Szudán, Dzsibuti, Elefántcsontpart, Eritrea, Etiópia, Gambia, Ghána, Guinea, Kamerun, Kenya, a Kongói Demokratikus Köztársaság, a Kongói Köztársaság, a Közép-afrikai Köztársaság, Libéria, Mali, Mauritánia, Niger, Nigéria, Sierra Leone, Szenegál, Szomália, Szudán, Tanzánia, Togo és Uganda száraz szavannáin él. Rovarokkal, pókokkal táplálkozik.

## Alfajai
- S. b. brachyura (Lafresnaye, 1839) – dél-Mauritániától, észak-Sierra Leonéig, kelet felé dél-Malin keresztül észak-Eritreáig, Guineán keresztül Nigéiráig;
- S. b. carnapi (Reichenow, 1900) – közép-Kameruntól nyugat-Kenyáig;
- S. b. leucopsis (Reichenow, 1879) – Etiópia, kelet-Dél-Szudán, Dzsibuti, észak- és dél-Szomália, Kenya, északkelet-Tanzánia.

A S. b. leucopsis alfajt egyes rendszerezők külön fajnak tekintik (Sylvietta leucopsis).

## Fordítás
- Ez a szócikk részben vagy egészben  a   Northern crombec című angol Wikipédia-szócikk fordításán alapul.  Az eredeti cikk szerkesztőit annak laptörténete sorolja fel. Ez a jelzés csupán a megfogalmazás eredetét és a szerzői jogokat jelzi, nem szolgál a cikkben szereplő információk forrásmegjelöléseként.